# Rychnov nad Kněžnou (zámek)
Zámek Rychnov nad Kněžnou se nachází na mírně se svažující plošině nad ostrým svahem říčky Kněžny v severozápadní části města Rychnov nad Kněžnou, ležícího v podhůří Orlických hor asi 32 km východně od Hradce Králové. Spolu s průčelím kostela Nejsvětější Trojice je zámek jedním z největších barokních celků v Čechách. Autorem této architektonické kompozice je zřejmě architekt Jan Blažej Santini-Aichel. Celek tvoří výjimečnou dominantu města, které se říká „rychnovské Hradčany.“
V současnosti je v zámku mimo jiné umístěna expozice Muzea a galerie Orlických hor. Je zde také veřejnosti přístupná zámecká obrazárna s kousky českého a světového malířství od poloviny 15. století. Zastoupena je i sbírka střelných zbraní z 18. století a původní stylový nábytek rodu Kolowratů. Zámek je chráněn jako kulturní památka České republiky.

## Historie
V místech dnešního kostela Nejsvětější Trojice a na plošině před ním stávala již před rokem 1258 tvrz královského komorníka Heřmana z Rychnova, nazývaná později hradem a opakovaně obývaná příslušníky dvorské šlechty. Hrad prodali bratři z Rychnova roku 1497 Pernštejnům, kteří jej roku 1556 prodali pro dluhy. Přestal být obýván v druhé polovině 16. století. Roku 1577 koupil rychnovské panství Rudolf II. Burjan Trčka z Lípy a vybudoval starý renesanční zámek s vlastním pivovarem a sladovnou, snad v místech dnešního bývalého Podorlického pivovaru. Další majitel, Kryštof Betengel, přestavěl u hradu kostel Nejsvětější Trojice. Z této investice spíše vyplývá, že jeho sídlo bylo tam a že starý zámek a hrad mohly být totožné. O situaci sídel a města té doby vypovídá tzv. betengelovská veduta města Rychnova.
V roce 1640 se panství dostává do rukou Albrechta Libštejnského z Kolowrat (1583–1648). Jeho syn František Karel I. (1620–1700) roku 1676 dal pravděpodobně zbořit starý zámek a vybudoval novou raně barokní budovu v blízkosti kostela Nejsvětější Trojice. Hypoteticky je projekt této stavební fáze zámku připisována Giovanni Domenicu Orsimu.

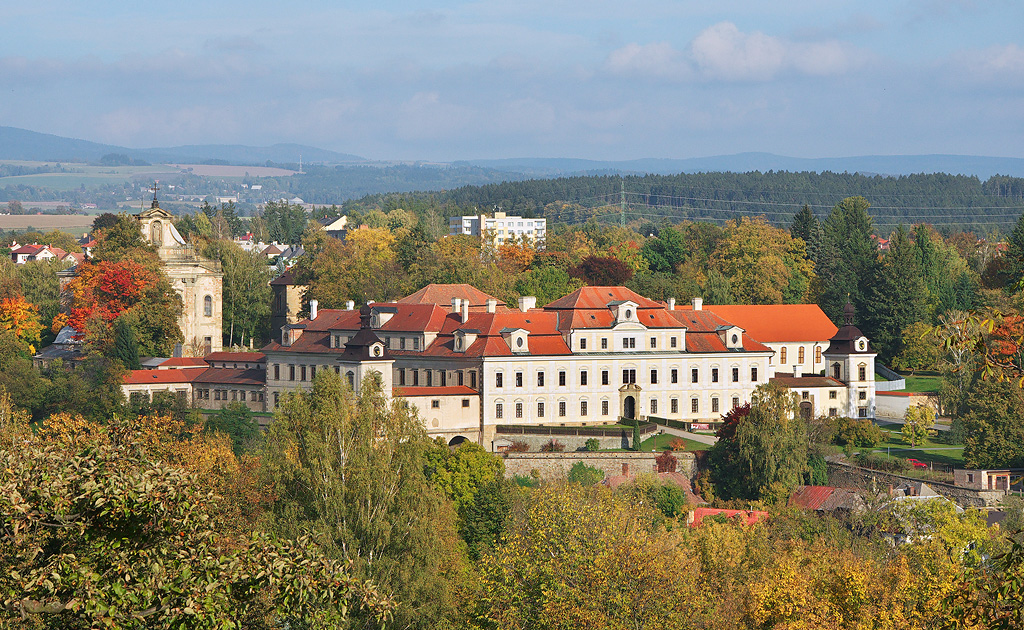
Rychnov nad Kněžnou, pohled na „rychnovské Hradčany“

Novou podobu zámku si vynutil požár z roku 1704. Po něm následovala přestavba v druhém desetiletí 18. století, patrně podle návrhu architekta Jana Blažeje Santiniho-Aichela pro Františka Karla II. Libštejnského z Kolowrat. Architektova přítomnost v Rychnově není nijak archivně doložena. Santini ale již dříve pro Kolowraty pracoval především při stavbě rodového paláce v Praze a účastí při stavbě kláštera v Ročově. Rovněž je dochována obsáhlá korespondence mezi stavebníkem a architektem, z níž však bohužel nevyplývá účast Santiniho na rychnovských stavbách. Nicméně slohové znaky vyplývají z osobitého a pro Santiniho typického řešení. Úpravy zámku byly započaty roku 1720 a dokončeny roku 1724.
V 18. století byla v zámku založena rozsáhlá obrazárna obsahující nejen rodovou galerii Kolovratů, ale i zakoupené obrazy domácích a světových autorů a další díla postupně přesunutá z jiných kolovratských zámků. Až do současnosti jsou zde k vidění např. obrazy Karla Škréty či Hanse von Aachena. 
Liebsteinská větev Kolowratů vymřela po meči v roce 1861 a Rychnov pak připadl větvi krakowské, která požádala císaře o rozdělení a svolení, aby nová „rychnovská“ rodina mohla používat přídomek Krakowský Liebsteinský.
Za 2. sv. války uvalili Němci na kolowratské panství nucenou správu, v roce 1945 ho sice rodina převzala zpět, ale o tři roky později bylo znárodněno. V restituci se Rychnov vrátil Kolowratům v roce 1992, současným majitelem je Jan Egon Kolowrat Krakowský Liebsteinský z rodu Kolovratů Krakovských Libštejnských.

## Popis

### Raně barokní podoba zámku

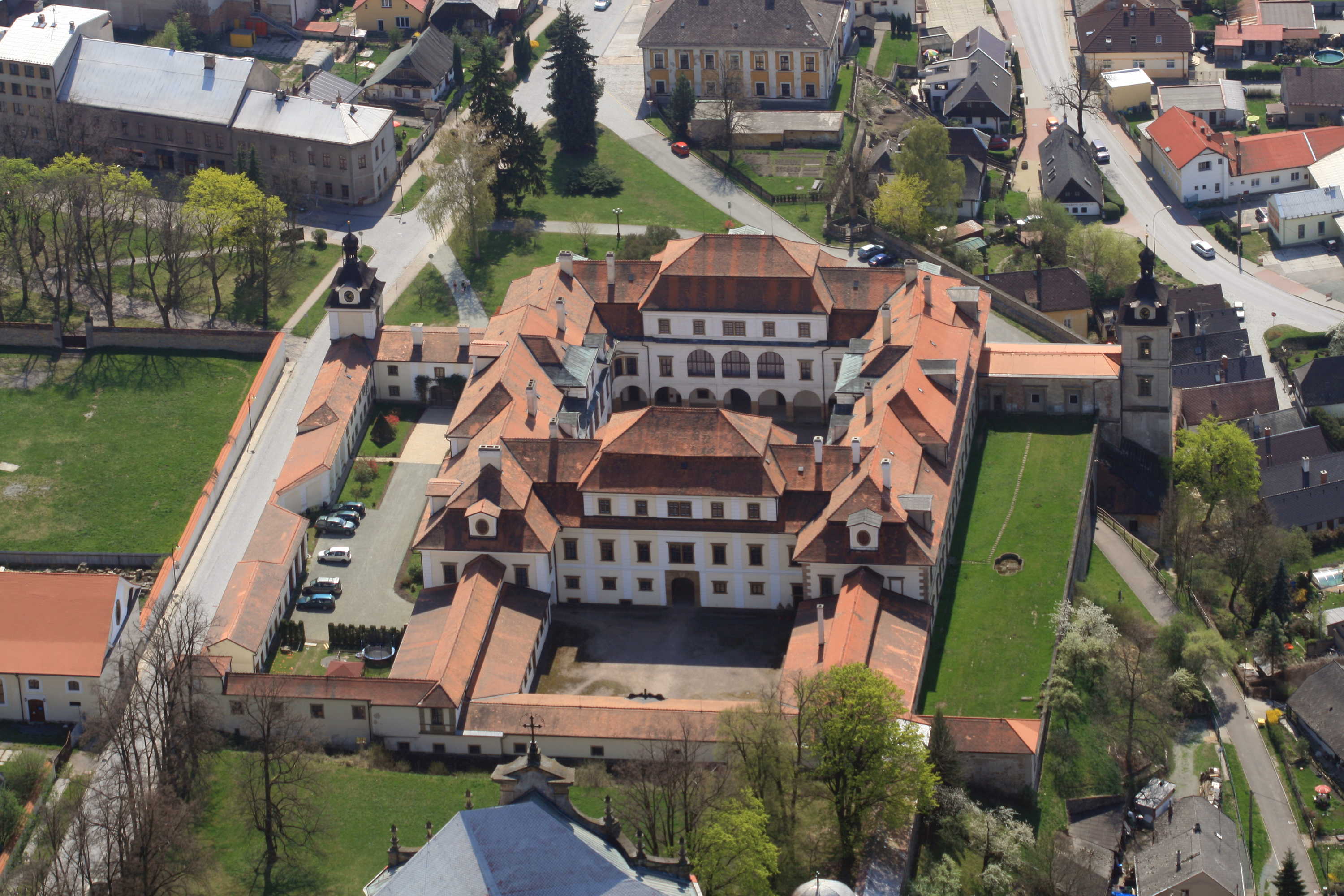
zámek Rychnov nad Kněžnou z leteckého pohledu

V první fázi stavby zámku vzniká symetricky uspořádaná jednopatrová čtyřkřídlá budova obklopující čtvercové nádvoří, na nějž navazuje příčně obdélný dvůr, uzavřený nižším křídlem konírny. V osovém průhledu je na fasádě konírny umístěna kašna s heraldickou kolowratskou orlicí a nápisem oznamující dokončení stavby s letopočtem 1696. Nádvoří zámku navazuje ještě na renesanční koncept arkádového dvora, který je tu již kombinován s osovou kompozicí barokní zámecké budovy. Ze starého systému se ještě udržuje hlavní schodiště, které je nepravidelně vloženo do jižního křídla.
Interiéry přízemí zámku mají klenuté stropy a tyto prostory sloužily především potřebám hospodářského chodu zámku. Tzv. Piano nobile, tedy první reprezentační patro, obsahuje neklenuté místnosti poskládané za sebou do průhledové enfilády. Vnější podoba zámku nebyla nijak ovlivněna prostorovostí hlavního zámku ani zámecké kaple, která sice dostala nízkou kopuli, ale v exteriéru se nijak neprojevuje.

### Úpravy Jana Blažeje Santiniho-Aichela
Santiniho zásahy se dotkly především exteriéru zámku. Patrně nejvýrazněji se proměnilo hlavní jižní průčelí. To bylo rozšířeno přístavbami nižších spojovacích křídel s nárožními zrcadlově identickými hodinovými věžemi. V západní přístavbě navíc vznikl tunelovitý průjezd vedoucí až do úrovně náhonu říčky Kněžny. Hlavní fasáda byla v rozsahu středních pěti os zvýšena o altánové patro s mansardovou střechou. Stejné převýšené altány vznikly i na zbylých třech zámeckých křídlech. Nad středy hlavní osy jižního a severního křídla jsou altány pětiosé s mansardovými střechami, nad středy bočních křídel jsou z vnější strany altány sedmiosé a z vnitřní tříosé, které jsou navíc rámované frontonovými náběhy. Střechy byly navíc opatřeny vikýři s oválnými okny. „Původní, blokově uzavřená fronta zámku byla těmito motivy bohatě obrysově pročleněna ve smyslu gradovaného a zrcadlově symetrického obrazu, tvořícího kompoziční podnož hlavní dominanty zástavby zámeckého vrchu – kostela Nejsvětější Trojice."

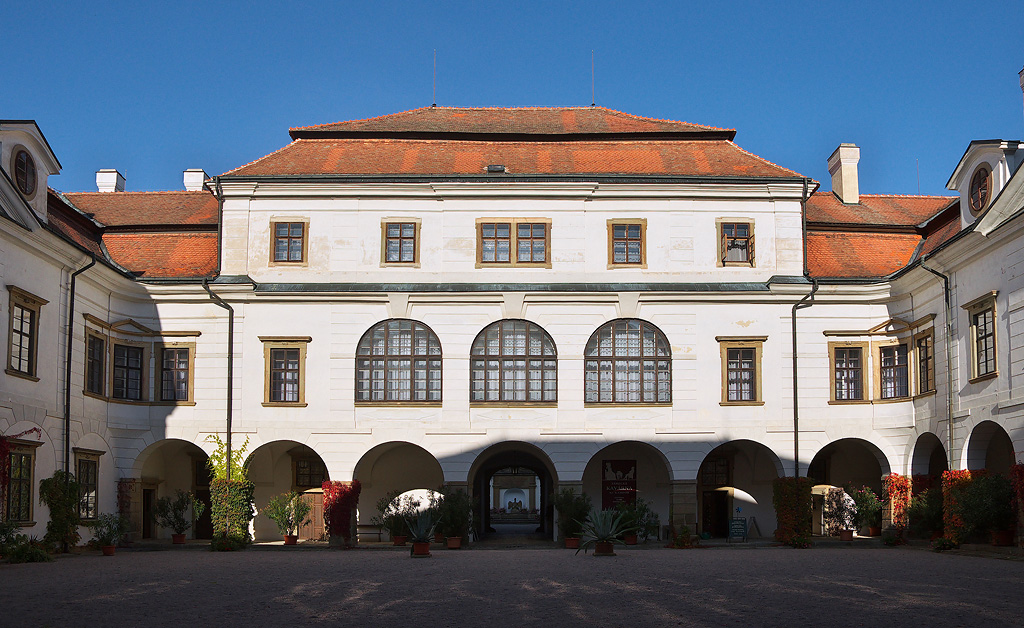
zámecké nádvoří

Na fasádách zámku byly zachovány raně barokní okenní šambrány i suprafenestry, ale štukové členění ploch Santini navrhl nově. Vnější fasády tvoří rustikované liseny a římsy, avšak vnitřní nádvoří bylo komponováno složitěji. Uplatňuje se tu střídavě členěná pásová rustika s hladkými plochami. Rohy dvora jsou doplněny konkávně vedenými úseky tří oken těsně vedle sebe v úrovni prvního patra. Tento motiv je velmi typický pro Santiniho tvorbu a uplatňuje se na řadě jeho staveb. Nápadná je i trojice a čtveřice velkých arkádových oken všech čtyř zámeckých křídel. Opět se tu výrazně projevují altány, které z nádvoří budí dojem plnohodnotného druhého patra.
Za nízkým jihovýchodním traktem vznikl protáhlý třetí hospodářský dvůr a symetricky k němu na druhé straně hlavní zámecké budovy francouzská zahrada se dvěma koncovými sallami terrenami a kašnou uprostřed. Zámek pak s kostelem Nejsvětější Trojice spojuje dlouhá krytá chodba vedoucí do oválné kaple s kryptou a kolowratské oratoře.

„Jednotlivé motivy členění fasád a jejich rozvržení jsou nasazeny v rytmicky složitých vztazích. Obraz fasád nádvoří tak přes jednoduchost a geometrickou přísnost užitých forem je poměrně komplikovaný a suverénně gradovaný. V samotném prostoru nádvoří je spolu s křížem hlavních os akcentováni i vedení diagonál.

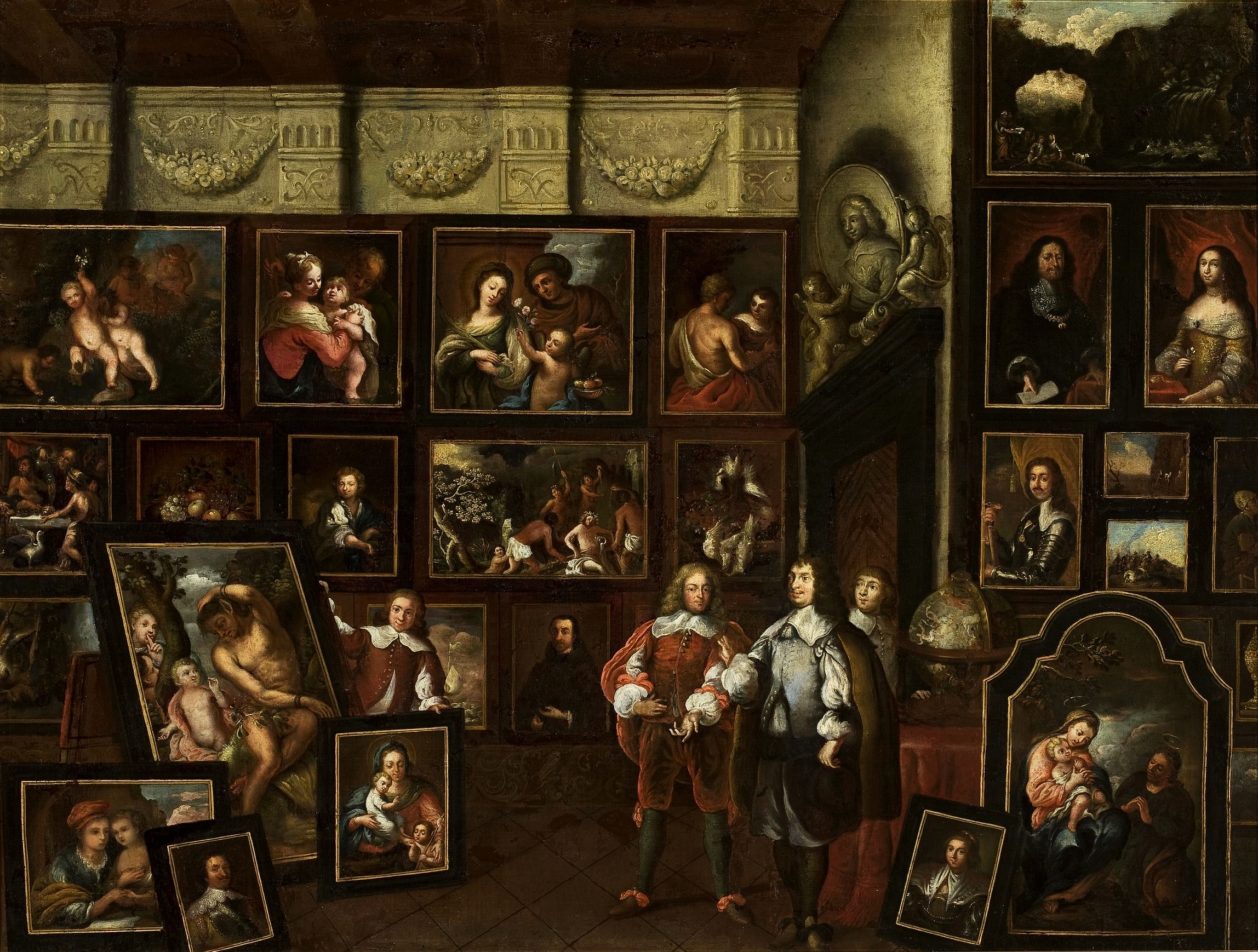
Anton Franz Hampisch: Kolowratská obrazárna; asi 1740, Národní muzeum ve Varšavě

 Toto téma radiální plurality os je pro Santiniho architektonické myšlení typické a obecně poměrně neobvyklé v naší barokní architektuře. Pro Santiniho neméně charakteristická je i bohatě členěná obrysová křivka stavby a význam různorodě formovaných hmot střech v celkové objemové skladbě areálu."

### Kolowratská obrazárna
K nejcennějším uměleckým souborům sbírek rychnovského zámku patřila a patří Kolowratská obrazárna.. Vznikala především během 18. stol. – v roce 1716, kdy se pořídil její první soupis, čítala 134 obrazů, ale do roku 1785 se rozrostla na 1218 obrazů a skoro 1000 grafických listů. Její dnešní rozsah včetně děl v depozitáři nebo čekajících na restaurování je zhruba poloviční. Na zámek ji roku 1745 dal přenést hrabě Norbert Leopold Libštejnský, císařský vyslanec ve Španělsku. Podle jeho inventáře čítala 134 obrazů a jejím základem bylo 44 rodinných portrétů a 11 podobizen členů panovnické rodiny Habsburků. Portréty v ní vynikají dosud. Patří k nim Škrétova Podobizna Ignáce Vitanovského z Vlčkovic, portrét hraběte Norberta Leopolda Libštejnského od Jodoka Verbecka, ale také Křest Kristův od Petra Brandla, konvolut osmnácti zátiší s loveckými trofejemi od vlámského mistra Isaaka Godyna, zátiší s podobnými motivy vytvořil místní malíř Jan Antonín Vocásek, dochovaly se i kvalitní kopie obrazů z cizích sbírek. Pozoruhodným dokumentem je vyobrazení původní instalace obrazárny způsobem "rám na rám", od polského malíře Antona Franze Hampische, v originále vystavené v Národní galerii ve Varšavě. Dvacet nejcennějších obrazů je dlouhodobě zapůjčeno do Národní galerie v Praze.
V expozici zámku se nachází i ceremoniální meč z roku 1667, který dostal hrabě František Karel I. jako osobní dar od císaře Leopolda I. při svém nástupu do úřadu moravského zemského hejtmana.